# Tampin
Tampin is een stad en gemeente (majlis daerah; district council) in de Maleisische deelstaat Negeri Sembilan.
De gemeente telt 57.500 inwoners en is de hoofdplaats van het gelijknamige district.